# Anneau semi-simple
Pour les articles homonymes, voir Algèbre (homonymie).
En mathématiques et plus particulièrement en algèbre, un anneau A est dit semi-simple si A, considéré comme A-module, est semi-simple, c'est-à-dire somme directe de A-modules qui n'admettent pas d'autres sous-modules que {0} et lui-même. À isomorphisme près, ce sont les anneaux produits d'anneaux de matrices carrées sur des corps, commutatifs ou non.
Cette notion est présente dans de nombreuses branches mathématiques : on peut citer l'algèbre linéaire, l'arithmétique, la théorie des représentations d'un groupe fini celle des groupes de Lie ou celle des algèbres de Lie. Elle est, par exemple, utilisée pour démontrer le critère de réciprocité de Frobenius.
La théorie des algèbres semi-simples se fonde sur le lemme de Schur et le théorème d'Artin-Wedderburn.

## Généralités

### Modules simples et semi-simples
Soient A un anneau et M un A-module.
- On dit que M est simple s'il est non réduit à 0 et si {0} et M sont ses seuls sous-modules. Par exemple, les espaces vectoriels qui sont simples en tant que modules sur un corps sont ceux qui sont de dimension 1.
- M est dit semi-simple si M est isomorphe à la somme directe d'une famille (finie ou non) de A-modules simples. Il est aussi équivalent de dire que, pour tout sous-module N, il existe un sous-module P de M tel que M est somme directe interne de N et P. Par exemple, tout espace vectoriel sur un corps est semi-simple.

### Anneaux semi-simples

#### Définition
On dit qu'un anneau A est semi-simple si, en considérant A comme un A-module (à gauche ou à droite), A est semi-simple. On dit qu'une algèbre (unitaire associative) sur un corps commutatif est semi-simple si son anneau sous-jacent est semi-simple.
Puisque, en considérant A comme un A-module, les sous-module de A sont les idéaux à gauche de A, il est équivalent de dire que:
- A est semi-simple;
- A est, en tant que A-module, isomorphe à la somme directe d'une famille (finie ou non) de A-modules de la famille A/I, où I est un idéal à gauche maximal de A;
- Pour tout idéal à gauche I de A, il existe un idéal à gauche J tel que A est somme directe de I et J, c'est-à-dire pour tout élément x de A, il existe un unique couple (y, z) avec y dans J et z dans J tel que x = y + z.

#### Exemples
Voici quelque exemples d'anneau semi-simples.
- L'anneau trivial {0} est semi-simple.
- Tout corps (commutatif ou non) est un anneau semi-simple.
- Un anneau simple est semi-simple si et seulement s'il est artinien[1],[2]. Par exemple, si D est un corps et si E est un espace vectoriel de dimension finie non nulle n sur D, les anneau EndD et Mn(D) sont simples et artiniens, et donc semi-simples.
- L'anneau opposé à un anneau semi-simple est semi-simple.
- L'anneau produit d'une famille finie d'anneaux semi-simples (en particulier : de corps) est semi-simple. Par exemple si V est un K-espace vectoriel et φ un endomorphisme de V diagonalisable à m valeurs propres, alors la K-algèbre engendrée par φ est isomorphe à Km donc est un anneau semi-simple.
- L'anneau quotient d'un anneau semi-simple par un idéal bilatère est semi-simple.
- Soient A un anneau semi-simple et M un A-module de type fini. Alors l'anneau des endomorphismes de A-module de M est un anneau semi-simple.

#### Propriétés et caractérisation
Théorème. Soit A un anneau. Il est équivalent de dire que :
- l'anneau A est semi-simple ;
- l'anneau A est artinien[1] et semi-primitif[3] ;
- tout A-module est un module semi-simple ;
- tout A-module est un module projectif ;
- tout A-module est un module injectif.

### Notions apparentées

#### Autres notions de semi-simplicité
La notion de semi-simplicité pour un anneau varie beaucoup d'un auteur à l'autre, et ne sont pas toutes équivalentes, mais les plus courantes sont équivalentes si on suppose les anneaux artiniens (et unitaires). Pour certains auteurs, les anneaux semi-simples sont ce que l'on appelle anneaux semi-primitifs. Pour d'autres auteurs, les anneaux semi-simples sont les anneaux qui sont produits sous-directs (en) d'anneaux simples. Aussi, il y a des notions de semi-simplicité pour les anneaux « non unitaires ».

#### Algèbres séparables
Soient K un corps commutatif et A une algèbre semi-simple de dimension finie sur K. Si K est un corps parfait (par exemple si la caractéristique de K est nulle, ou si K est algébriquement clos, ou si K est fini), alors, pour tout surcorps commutatif L, la L-algèbre L ⊗K A déduite de A par extension des scalaires de K à L est semi-simple. Par contre, si K est quelconque, il se peut que ce ne soit pas le cas, alors, si c'est le cas, on dit que A est séparable. Donc, si K est parfait, alors A est séparable.

## Structure des anneaux semi-simples

### Décomposition d'un anneau semi-simple
Soit A un anneau semi-simple.
Alors l'ensemble des idéaux bilatères minimaux de A (les éléments minimaux, pour la relation d'inclusion, de l'ensemble des idéaux bilatères de A) est fini. Soit I1, ..., Ip ces idéaux bilatères minimaux. Chacun des Ik est, pour la multiplication induite, un anneau simple artinien (donc unitaire). Il existe un unique homomorphisme de groupes de I1 × ... × Ip dans A qui prolonge les injections canoniques des Ik dans A, et c'est un isomorphisme d'anneaux.
Donc l'anneau A est isomorphe à l'anneau produit d'un nombre fini d'anneaux simples artiniens, et l'écriture de A comme produit de ces anneaux est unique, à l'ordre près des facteurs. Ces facteurs sont ses idéaux bilatères minimaux, et on les appelle composants simples de A.
Pour qu'un anneau soit semi-simple, il faut et il suffit qu'il soit isomorphe à l'anneau produit d'un nombre fini d'anneaux simples artiniens.
Le centre d'un anneau semi-simple est isomorphe l'anneau produit de centres de ses composants simples, et le centre est isomorphe à l'anneau produit d'un nombre fini de corps commutatifs. En fait, les anneaux semi-simples commutatifs ne sont autres que les anneaux qui sont isomorphes à un produit d'une famille finie de corps commutatifs.

### Théorème d'Artin-Wedderburn
Puisque tout anneau semi-simple s'écrit de manière unique comme produit d'un nombre fini d'anneaux simples artiniens (à l'ordre près des facteurs), la classification des classifications des anneaux semi-simples se réduit à la classification des anneaux simples artiniens. Or les anneaux simples artiniens sont exactement ceux qui, à isomorphisme près, sont de la forme Mn(D) (anneau des matrices carrées), où n > 0 et D est un corps. On peut donc énoncer le:
Théorème d'Artin-Wedderburn. Soit A un anneau. Il est équivalent de dire que:
- A est semi-simple;
- A est isomorphe à Mn1(D1) × ... × Mnp(Dp), où n1, ..., np > 0 sont des entiers et D1, ..., Dp sont des corps (commutatifs ou non);
- A est isomorphe à EndD1(E1) × ... × EndDp(Ep), où D1, ..., Dp sont des corps et E1, ..., Ep sont des espaces vectoriels de dimensions finies non nulles sur D1, ..., Dp respectivement.

### Cas des algèbres semi-simples de dimension finie
Dans cette partie, on note K un corps commutatif.
Soit A une K-algèbre semi-simple de dimension finie. Alors chacun des composants simples A1, ..., Ap de A (voir plus haut) sont des K-algèbres simples de dimensions finies, et alors A est isomorphe, en tant que K-algèbre, à A1 × ... × Ap. Ainsi, les K-algèbres semi-simples ne sont autres que, à isomorphisme près, les produits d'un nombre fini de K-algèbres simples de dimensions finies.
Si A est de la forme Mn1(D1) × ... × Mnp(Dp), ou de la forme A = EndD1(E1) × ... × EndDp(Ep), alors K est un sous-corps des centres des Di, alors les dimensions des Di sur K sont finies. Réciproquement, toute K-algèbre semi-simple de dimension finie est de cette forme.
Si K un corps algébriquement clos, alors A est, à isomorphisme près, de la forme Mn1(K) × ... × Mnp(K). De plus le centre de A est isomorphe à Kp.

### Modules simples sur des anneaux semi-simples
Soient A = A1 × ... × Ap un anneau semi-simple, décomposition (de manière unique, à ordre près des facteurs) en produit d'anneaux simples artiniens. Alors il existe p classes d'isomorphies de A-modules simple. Si M est un A-module simple, il existe un unique 1 ≤ k ≤ p tel que AkM ≠ {0}, et alors, considéré comme Ak-module, M est un Ak-module simple.
On suppose que A = EndD1(E1) × ... × EndDp(Ep), où les Di sont des corps et les Ei des espaces vectoriels de dimensions finies non nulles sur les Di (ce qui n'est pas, à isomorphisme près, une perte de généralité). Alors chacun des Ei est un A-module pour la loi externe ((f1, ..., fp), xi) {\displaystyle \mapsto } fi(xi), et, pour ces lois externes, les Ei sont, à isomorphismes près, les seuls A-modules simples.

### Théorème de Maschke
Le théorème de Maschke concerne les représentations d'un groupe fini, mais se réinterprète en termes de semi-simplicité de l'algèbre d'un groupe fini :
Théorème de Maschke. L'algèbre K[G] d'un groupe fini G, sur un corps commutatif K dont la caractéristique ne divise pas l'ordre de G, est un anneau semi-simple.
Puisque les K[G]-modules simples sont essentiellement les représentations irréductibles de G et que ces dernières sont (pour G fini) équivalentes à des sous-représentations de la représentation régulière, il n'y en a, à isomorphisme près, qu'un nombre fini et ils sont tous de dimension finie.

## Histoire

### Origines

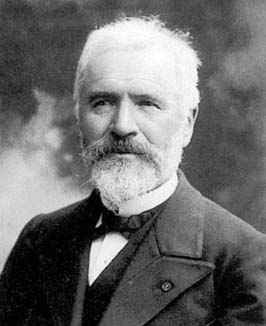
Camille Jordan.

L'histoire de l'étude de la notion d'algèbre est initialement étroitement liée à celui de la relation entre l'algèbre linéaire et la théorie des groupes. James Sylvester et Arthur Cayley développent en 1850 la notion de matrice. Cette notion apporte de nombreux services dont l'un est à l'origine du concept. Elle permet d'incarner des groupes et particulièrement les groupes de Galois et de les étudier sous un axe nouveau, celui d'un groupe de matrices. À l'origine seul le cas fini est étudié, l'analyse met en évidence une nouvelle structure, que l'on considère maintenant comme l'algèbre des endomorphismes engendrés par les automorphismes du groupe.
Camille Jordan, le grand spécialiste de l'époque avec Cayley, l'utilise intensivement. En 1869, elle lui permet de démontrer l'existence d'une chaîne de composition pour les groupes finis connue sous le nom de théorème de Jordan-Hölder. Le caractère d'unicité d'une telle chaîne est démontré par Otto Hölder vingt ans plus tard. Ce théorème possède deux lectures possibles, l'une sur les groupes finis, l'autre sur les modules. La deuxième lecture correspond à une propriété structurelle essentielle, elle est une des origines de l'intérêt pour ce qui deviendra une branche des mathématiques, l'algèbre commutative. L'analyse du groupe de Galois offre des perspectives aussi en algèbre linéaire. Elle amène Jordan à étudier les endomorphismes en dimension finie à travers cette algèbre et permet une compréhension aussi profonde que définitive de leur structure. Ce résultat, est publié dans un livre de synthèse en 1870. Il est connu sous le nom de réduction de Jordan et s'applique sur les corps finis premiers, c'est-à-dire les corps des entiers modulo un nombre premier.
Les conséquences des travaux de Jordan sont considérables, son livre de synthèse devient la référence sur les théories des groupes, de Galois et de l'algèbre linéaire. Il démontre d'une part que l'analyse des groupes à travers le groupe linéaire est une démarche féconde, et par ailleurs que la structure d'algèbre est riche en enseignements à la fois en termes de module et d'algèbre linéaire.

### Théorie des groupes
La recherche de la compréhension des groupes devient un sujet majeur en mathématique. Par delà leur intérêt propre, la compréhension de cette structure est la clé de nombreux sujets. La théorie de Galois les place au cœur du problème de l'équation algébrique et les conséquences sont multiples, l'analyse des structures de corps s'identifie à cette époque à la théorie de Galois et la compréhension de nombreux anneaux, utiles en arithmétique s'appuie sur cette théorie. La géométrie ne fait rapidement plus exception. En 1870, deux mathématiciens Felix Klein et Sophus Lie visitent Jordan à Paris. Ils sont particulièrement intéressés par une de ses publications vieille d'un an sur l'analyse d'une géométrie à l'aide d'un groupe de symétries. Sophus Lie développe une théorie des groupes continus et Klein, dans son fameux programme classifie les géométries à travers les groupes. Ils perdent leur caractère essentiellement fini.
Georg Frobenius, à la suite d'une correspondance avec Richard Dedekind, s'intéresse aux groupes finis et particulièrement à la notion de factorisation d'une représentation matricielle appelée à l'époque déterminant de groupe et maintenant tombé en désuétude. Ces lettres sont à l'origine de la théorie des représentations d'un groupe. En 1897, il saisit la proximité entre une représentation – c'est-à-dire un groupe qui opère linéairement sur un espace vectoriel – et un module, où un anneau opère sur l'espace. Le saut est franchi, le groupe est linéarisé et devient un module. Tout progrès sur les modules ayant une structure équivalente à celle d'un module sur un groupe est sujet à faire progresser la théorie des représentations et donc celle des groupes.
Heinrich Maschke, un élève de Klein, est le premier à démontrer le théorème qui porte son nom, qui détermine l'élément structurant de ce type de module, il est semi-simple. Il possède des analogies fortes avec les anneaux euclidiens comme celui des nombres entiers. Ils se décomposent en une série de modules simples qui correspondent un peu aux nombres premiers, à la différence qu'il n'en existe qu'un nombre fini.

### Structure d'algèbre

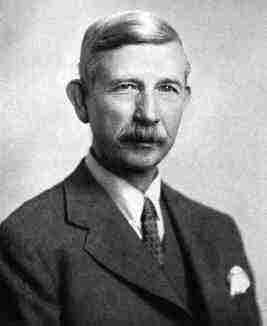
Joseph Wedderburn.

Une structure apparaît de plus en plus centrale, celle d'algèbre semi-simple. Dans le cas des représentations, elle correspond à faire opérer l'extension linéaire du groupe, non plus sur un espace vectoriel quelconque, mais sur lui-même. D'autres branches mathématiques amènent naturellement à l'utilisation de ce concept. Une extension galoisienne dispose d'une structure analogue et la théorie des corps suppose l'étude de ces objets. Enfin, les groupes continus développés par Lie disposent en chaque point d'un espace tangent équipé d'une structure d'algèbre semi-simple. À l'aube du XXe siècle, ce sujet devient majeur, des mathématiciens d'horizon divers étudient ce concept. Le théorème de décomposition des modules s'appliquent car une algèbre dispose aussi d'une structure de module.
William Burnside saisit rapidement la portée de l'approche de Frobenius. L'importance de la structure de l'algèbre sous-jacente à un groupe linéaire ne lui échappe pas. Il établit dès 1897 dans la première édition de son livre de référence sur les groupes finis un premier résultat. Dans le cas où le corps est algébriquement clos l'ensemble des endomorphismes d'un espace vectoriel de dimension finie est une algèbre simple. Un exemple des briques élémentaires est alors explicité.
Leonard Dickson écrit en 1896 sa thèse de doctorat à propos les groupes de Galois comme des groupes linéaires sur des corps finis quelconques, généralisant ainsi les résultats de Jordan. Il démontre que tout corps fini commutatif est une extension de Galois d'un corps premier. Elle est publiée en Europe en 1901. La structure de base est celle d'une algèbre semi-simple. Si l'approche de Galois ne permet que l'étude des corps commutatifs, les algèbres semi-simples permettent aussi celui des corps gauches (i.e. non commutatifs), Dickson développe la théorie général des corps et trouve de nombreux exemples de corps gauches. À partir de cette période les deux théories : celle de Galois et celle des corps commencent leur séparation.
Élie Cartan s'intéresse aux algèbres de Lie dès sa thèse, qu'il soutient en 1894. Toutes les structures d'algèbres simples et semi-simples sur les complexes y sont traitées. Avec Joseph Wedderburn, il étudie la structure générique de ces algèbres. Cartan explicite la structure des algèbres semi-simples pour le cas des nombres complexes. En 1907 Wedderburn publie son article peut-être le plus célèbre. Il généralise les résultats de Cartan pour les algèbres sur un corps quelconque qu'on appelle à l'époque les nombres hypercomplexes. Cette généralisation est importante, car tous les exemples d'applications citées précédemment utilisent des corps gauches.

### Structure d'anneau

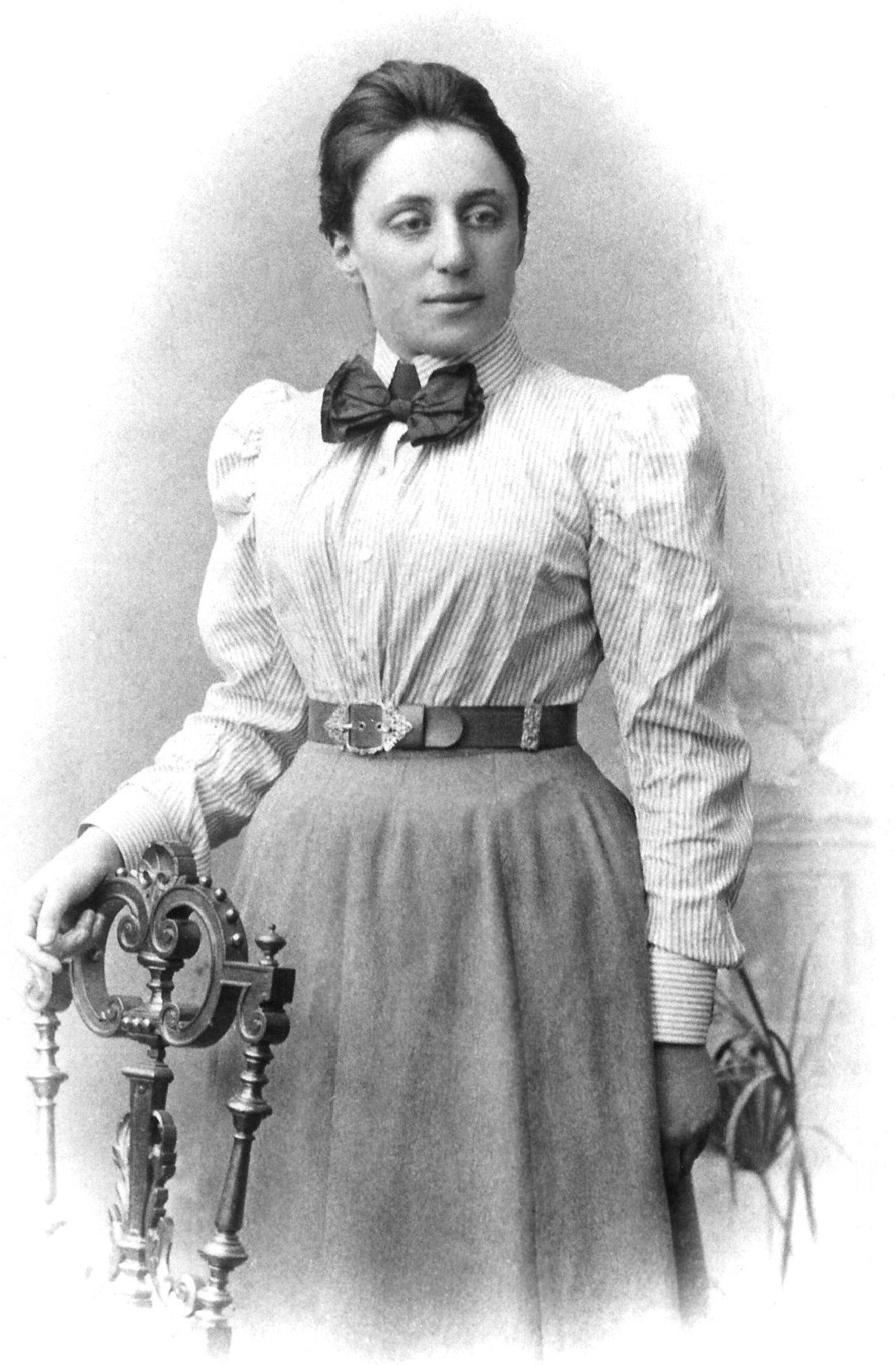
Emmy Noether.

Le théorème de Wedderburn modifie la situation, il existe des corps naturels pour toute algèbre simple, même si ces corps sont a priori non commutatifs. Le théorème doit donc pouvoir s'exprimer en termes d'anneau. Si Wedderburn ne le fait pas, en 1908 il propose néanmoins une classification comportant d'une part les anneaux à radicaux et d'autre part les semi-simples. Cette décomposition devient la base de la théorie des anneaux pour le demi-siècle à venir.
Une grande figure de la recherche dans ce domaine est Emmy Noether. Elle est souvent considérée comme la mère de la théorie moderne des anneaux. Elle développe la théorie des anneaux non commutatifs et fonde une théorie générale des idéaux. Le concept d'idéal irréductible, correspondant à l'algèbre simple, est développée, ainsi que la théorie des anneaux dont toute chaîne ascendante strictement croissante d'idéaux est finie. Ces anneaux sont maintenant nommés en son honneur.
Emil Artin étudie particulièrement un cas dont l'étude est initiée par Noether, celui des anneaux dont toute chaîne descendante strictement décroissante d'idéaux est finie. Un anneau semi-simple de longueur finie est à la fois artinien et noethérien. En 1927, Artin trouve la forme définitive du théorème. Sans son formalisme linéaire, le théorème prend sa portée maximale, il devient un résultat important de l'algèbre non commutative. Une large classe d'anneaux, est isomorphe à un produit d'algèbres associative sur des corps quelconques.
Si le théorème est définitif, un des attributs reste ouvert. Quelle classe d'anneaux autres que ceux à la fois artiniens et noethériens satisfont le théorème ? Un premier élément de réponse est apporté par le théorème de Hopkins-Levitzki (en) en 1939 : Charles Hopkins et Jacob Levitzki démontrent que seule la condition sur la chaîne descendante est nécessaire. La véritable percée est néanmoins l'œuvre de Nathan Jacobson, qui trouve la condition. Elle porte sur la notion de radical, maintenant essentielle pour l'étude des anneaux semi-simples.